# Homeanka, Brusîliv
Homeanka (în ucraineană Хом`янка) este un sat în comuna Lazarivka din raionul Brusîliv, regiunea Jîtomîr, Ucraina.

## Demografie
Componența lingvistică a localității Homeanka
     Ucraineană (95,24%)
     Rusă (4,76%)
Conform recensământului din 2001, majoritatea populației localității Homeanka era vorbitoare de ucraineană (95,24%), existând în minoritate și vorbitori de rusă (4,76%).